# Hugo Myrtelius
Karl Hugo Myrtelius, född 11 juli 1892 i Nosaby, död 24 oktober 1977 i Slottsstaden, var en svensk militärmusiker, kompositör och arrangör. 
Han avlade musikdirektörsexamen 1921. Som militärmusiker var han ledare för Gotlands infanteriregementes musikår i Visby under åren 1924–1927 och för musikkåren vid Hallands infanteriregemente i Halmstad 1927–1947. Marschen The Colonel är tillägnad regementscheferna genom åren. Efter sin pensionering bosatte han sig i Malmö där han dirigerade några amatörmusikkårer. Han var även en tid lärare i kontrapunkt och instrumentation vid Musikhögskolan i Malmö.

## Verkförteckning
- Festspel
- Från sydstaterna
- Gotländsk rapsodi
- The Colonel (marsch)
- Festspel